# Campionat d'Europa d'atletisme en pista coberta de 1982
El Campionat d'Europa d'atletisme en pista coberta de 1982 fou la tretzena edició del Campionat d'Europa d'atletisme en pista coberta. La competició es digué a terme a la ciutat de Milà (Itàlia) entre els dies 6 i 7 de març de 1982 sota l'organització de l'Associació Europea d'Atletisme (AEA) i la Federació Italiana d'atletisme.
Aquesta fou la segona vegada que la ciutat italiana acollia el campionat després de l'edició de 1978. La competició es dugué a terme al Palau d'Esports de San Siro.
En aquesta edició s'incorporaren les proves de 200 metres llisos tant en categoria masculina com femenina, així com els 3000 metres llisos en categoria femenina.

## Participants
Hi participaren un total de 282 atletes de 23 nacions diferents:
- Àustria (7)
- Bèlgica (10)
- Bulgària (13)
- Dinamarca (1)
- Espanya (16)
- Finlàndia (4)
- França (25)
- Grècia (6)
- Hongria (15)
- Itàlia (38)
- Iugoslàvia (5)
- Països Baixos (5)
- Polònia (10)
- Portugal (2)
- Regne Unit (13)
- RDA (12)
- RFA (37)
- Romania (3)
- Suècia (9)
- Suïssa (11)
- Turquia (1)
- Txecoslovàquia (8)
- Unió Soviètica (31)

## Resutats

### Categoria masculina
| Event                      | Or                       | Or       | Plata                      | Plata    | Bronze                      | Bronze   |
| 60 metres llisos detalls   | Marian Woronin (POL)     | 6.61     | Valentin Atanasov (BUL)    | 6.62     | Bernard Petitbois (FRA)     | 6.66     |
| 200 metres llisos detalls  | Erwin Skamrahl (FRG)     | 21.20    | István Nagy (HUN)          | 21.41    | Michele Di Pace (ITA)       | 21.52    |
| 400 metres llisos detalls  | Pavel Konovalov (URS)    | 47.04    | Sándor Újhelyi (HUN)       | 47.14    | Benjamín González (ESP)     | 47.41    |
| 800 metres llisos detalls  | Antonio Páez (ESP)       | 1:48.02  | Klaus-Peter Nabein (FRG)   | 1:48.31  | Colomán Trabado (ESP)       | 1:48.35  |
| 1500 metres llisos detalls | José Luis González (ESP) | 3:38.70  | José Manuel Abascal (ESP)  | 3:38.91  | Antti Loikkanen (FIN)       | 3:39.62  |
| 3000 metres llisos detalls | Patriz Ilg (FRG)         | 7:53.50  | Alberto Cova (ITA)         | 7:54.12  | Valeriy Abramov (URS)       | 7:54.46  |
| 60 metres tanques detalls  | Aleksandr Puchkov (URS)  | 7.73     | Plamen Krastev (BUL)       | 7.74     | Karl-Werner Dönges (FRG)    | 7.80     |
| 5 km marxa detalls         | Maurizio Damilano (ITA)  | 19:19.93 | Carlo Mattioli (ITA)       | 20:06.91 | Martin Toporek (AUT)        | 20:19.47 |
| Salt d'alçada detalls      | Dietmar Mögenburg (FRG)  | 2.34     | Janusz Trzepizur (POL)     | 2.32     | Roland Dalhäuser (SUI)      | 2.32     |
| Salt amb perxa detalls     | Viktor Spasov (URS)      | 5.70     | Konstantin Volkov (URS)    | 5.65     | Władysław Kozakiewicz (POL) | 5.60     |
| Salt de llargada detalls   | Henry Lauterbach (GDR)   | 7.86     | Rolf Bernhard (SUI)        | 7.83     | Giovanni Evangelisti (ITA)  | 7.83     |
| Triple salt detalls        | Béla Bakosi (HUN)        | 17.13    | Gennadiy Valyukevich (URS) | 16.87    | Nikolay Musiyenko (URS)     | 16.82    |
| Llançament de pes detalls  | Vladimir Milić (YUG)     | 20.45    | Remigius Machura (TCH)     | 20.07    | Jovan Lazarević (YUG)       | 19.65    |

### Categoria femenina
| Event                      | Or                          | Or      | Plata                     | Plata   | Bronze                   | Bronze  |
| 60 metres llisos detalls   | Marlies Göhr (GDR)          | 7.11    | Sofka Popova (BUL)        | 7.19    | Wendy Hoyte (GBR)        | 7.27    |
| 200 metres llisos detalls  | Gesine Walther (GDR)        | 22.80   | Yelena Kelchevskaya (URS) | 23.35   | Heidi-Elke Gaugel (FRG)  | 23.39   |
| 400 metres llisos detalls  | Jarmila Kratochvílová (TCH) | 49.59   | Dagmar Rübsam (GDR)       | 51.18   | Gaby Bußmann (FRG)       | 51.57   |
| 800 metres llisos detalls  | Doina Melinte (ROM)         | 2:00.39 | Martina Steuk (GDR)       | 2:01.07 | Jolanta Januchta (POL)   | 2:01.24 |
| 1500 metres llisos detalls | Gabriella Dorio (ITA)       | 4:04.01 | Brigitte Kraus (FRG)      | 4:04.22 | Beate Liebich (GDR)      | 4:06.70 |
| 3000 metres llisos detalls | Agnese Possamai (ITA)       | 8:53.77 | Maricica Puică (ROM)      | 8:54.26 | Paula Fudge (GBR)        | 8:56.96 |
| 60 metres tanques detalls  | Kerstin Knabe (GDR)         | 7.98    | Bettine Gärtz (GDR)       | 8.00    | Yordanka Donkova (BUL)   | 8.09    |
| Salt d'alçada detalls      | Ulrike Meyfarth (FRG)       | 1.99    | Andrea Bienias (GDR)      | 1.99    | Katalin Sterk (HUN)      | 1.99    |
| Salt de llargada detalls   | Sabine Everts (FRG)         | 6.70    | Karin Hänel (FRG)         | 6.54    | Valy Ionescu (ROM)       | 6.52    |
| Llançament de pes detalls  | Verzhinia Veselinova (BUL)  | 20.19   | Helena Fibingerová (TCH)  | 19.24   | Natalya Lisovskaya (URS) | 18.50   |

## Medaller
| Núm. | País           | Or | Argent | Bronze | Total |
| ---- | -------------- | -- | ------ | ------ | ----- |
| 1    | RFA            | 5  | 3      | 3      | 11    |
| 2    | RDA            | 4  | 4      | 1      | 9     |
| 3    | Unió Soviètica | 3  | 3      | 3      | 9     |
| 4    | Itàlia         | 3  | 2      | 2      | 7     |
| 5    | Espanya        | 2  | 1      | 2      | 5     |
| 6    | Bulgària       | 1  | 3      | 1      | 5     |
| 7    | Hongria        | 1  | 2      | 1      | 4     |
| 8    | Txecoslovàquia | 1  | 2      | 0      | 3     |
| 9    | Polònia        | 1  | 1      | 2      | 4     |
| 10   | Romania        | 1  | 1      | 1      | 3     |
| 11   | Iugoslàvia     | 1  | 0      | 1      | 2     |
| 12   | Suïssa         | 0  | 1      | 1      | 2     |
| 13   | Regne Unit     | 0  | 0      | 2      | 2     |
| 14   | Àustria        | 0  | 0      | 1      | 1     |
| 14   | Finlàndia      | 0  | 0      | 1      | 1     |
| 14   | França         | 0  | 0      | 1      | 1     |
|      | TOTAL          | 23 | 23     | 23     | 69    |